# Pfalz D.III
Pfalz D.III byl německý jednomístný stíhací dvouplošník používaný během první světové války především německými jednotkami Luftstreitkräfte. Jeho konstruktérem byl Rudolph Gehringer a vyráběl se u firmy Pfalz Flugzeugwerke. Nejvíce strojů bylo vyrobeno ve zdokonalené verzi D.IIIa.

## Vývoj
Firma Pfalz Flugzeugwerke byla založena se záměrem vyrábět licenční letouny jiných výrobců jako byly předválečné jednoplošníky Morane-Saulnier a po vyhlášení války pak letouny Roland D.I a D.II. Po příchodu Gehringera na pozici hlavního konstruktéra, firma zahájila vývoj vlastního stíhacího dvouplošníku. Gehringer získal vynikající zkušenosti u firmy Flugzeugbau Friedrichshafen, kde pracoval pod vedením diplomovaného inženýra Theodora Kobera a výsledek vývoje nového letounu byl velmi slibný. V dubnu 1917 firma dokonce předčasně ukončila výrobu zakázky na 100 kusů letounů Roland D.III (dokončeno 30) a začala s výrobou vlastní stíhačky.
Pfalz D.III byl nepochybně inspirován tehdejšími Rolandy, zejména skořepinovou konstrukcí trupu z překližky i jeho rybím tvarem. Potah byl tvořen dvěma vrstvami dýhy vinutými spirálovitě v protichůdném směru. Vinutí se provádělo na formě, která tvořila polovinu trupu, půlky se následně slepily a místa spojů překryly vrstvou tkaniny nasáklou lepidlem. Tato metoda stavby zvaná Wickelrumpf zaručovala vysokou pevnost a ladné tvary oproti tehdejším běžně používaným konstrukcím. Na druhou stranu byla výrobně pracná a náročná na kvalitu výroby i použitého materiálu. Nevýhodou takto vyrobeného skořepinového trupu byla tendence k zakřivení a kroucení při stárnutí materiálu, zejména při použití nedostatečně vyzrálého dřeva nebo při vysoké vlhkosti prostředí. Tyto problémy způsobovaly naklánění letounu do strany, což vedlo i k haváriím při přistáních.

## Na frontě

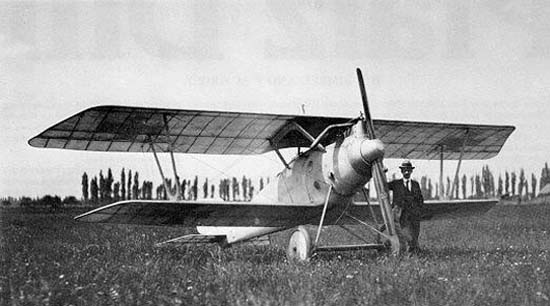
Prototyp Pfalz D.III na jaře 1917

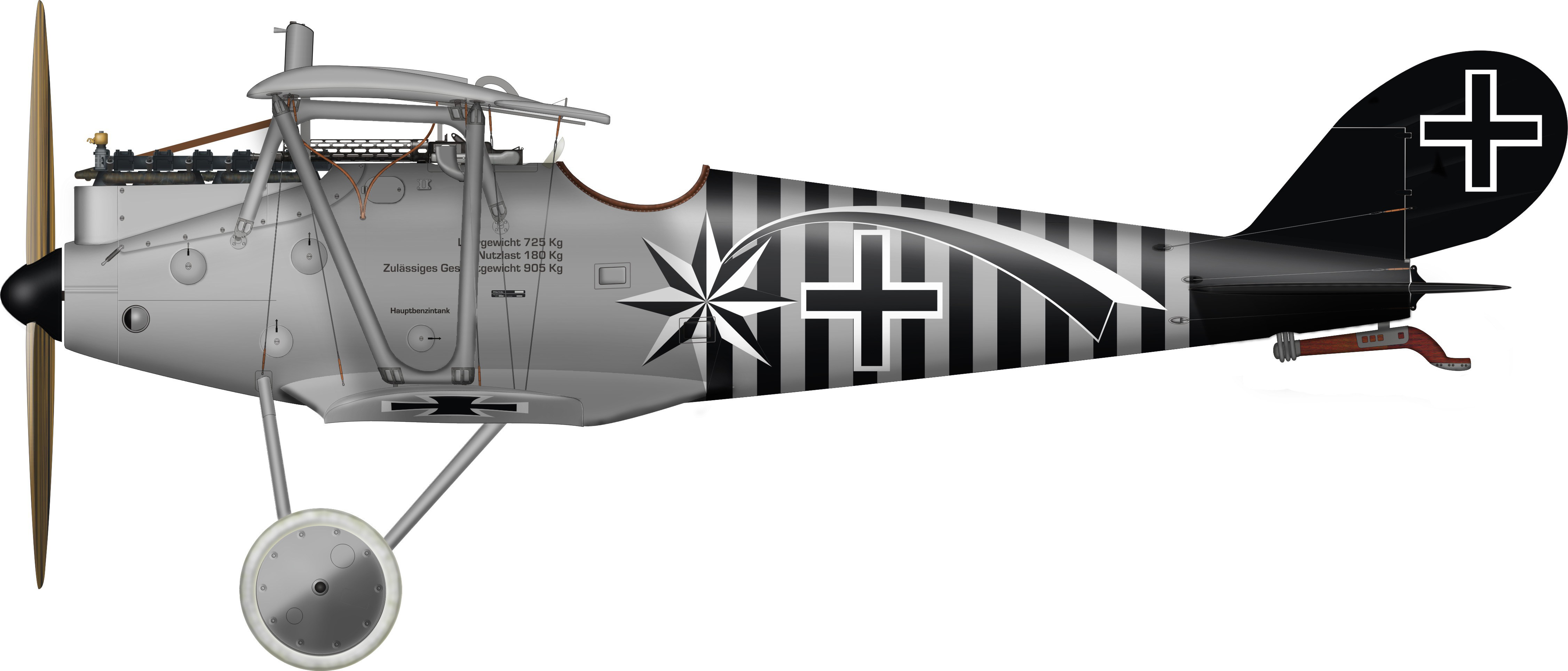
Pfalz D.III, Vizefeldwebel Max Holtzem, Jasta 16

Prototyp byl zalétán v květnu 1917 a k operujícím jednotkám, především v Bavorsku, se první stroje dostaly v srpnu. I když významně výkonnější než rané konstrukce Rolandů, byl nový Pfalz považován za výkonově horší než letouny firmy Albatros D.III a D.V. Piloti kritizovali velké síly v řízení, nedostatečnou rychlost, výkon a nízkou stoupavost. Byl také náchylný k přetažení a pádu do vývrtky, ze které byl návrat k ustálenému letu velmi obtížný. Naproti tomu Britové, kteří testovali ukořistěný Pfalz D.III s číslem 4184/17, ocenili jeho manévrovací schopnosti a uváděli lepší reakce v řízení než u tehdejších Albatrosů.
Na rozdíl od Albatrosu měl Pfalz celkově pevnější konstrukci. Zatímco Albatrosy měly přetrvávající problémy s pevností dolního křídla a byly vlastním pilotům nebezpečné zejména při střemhlavém letu, Pfalzy s pevnou konstrukcí a dvojitými mezikřídelními vzpěrami (dva závěsy na horním i dolním křídle) v tomto letovém režimu bezpečně dosahovaly vysokých rychlostí. Piloti, kteří do té doby Albatrosy opěvovali pro jejich výkony, začali díky zmíněným vlastnostem dávat přednost Pfalzům. Ze stejného důvodu se také staly oblíbenými pro bezpečnější útoky na pozorovací balony. Tyto útoky byly především prováděny střemhlavým letem z výšky, kdy byla žádoucí maximální rychlost letounu ve snaze rychle překvapit nepřátelskou obranu a maximálně snížit čas k obranné palbě.

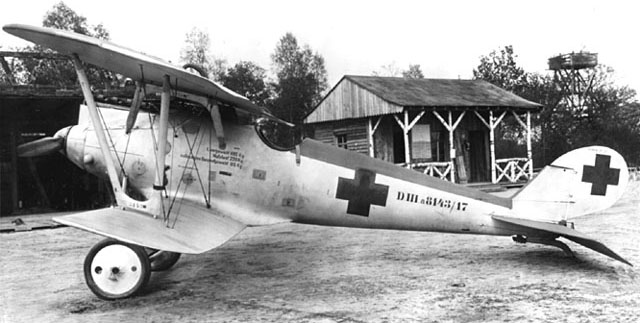
Pfalz D.IIIa s narychlo namalovanými výsostnými znaky Balkenkreuz

Významnější připomínka pilotů, kteří nové Pfalzy používali byla ke kulometům, které byly vnořeny do trupu a jejich poloha znemožňovala opravy zaseknutí mechanizmu za letu. To vedlo k mírné úpravě ve variantě D.IIIa, kde byly kulomety přesunuty na horní kryt trupu. D.IIIa byl od svého předchůdce rozeznatelný také podle zvětšených VOP, měl navíc zkrácené zakončení dolních křídel (wingtipů) a silnější motor Mercedes D.IIIa o výkonu 180 k (134 kW). K operačnímu nasazení se vylepšený D.IIIa dostal v listopadu 1917, koncem prosince jich na frontě sloužilo již 114. Koncem února 1918 u bojových jednotek na západní frontě létalo celkem 261 Pfalzů D.IIIa. Operoval u stíhacích letek Jasta 4, 10, 11, 16b, 18, 20, 21, 23, 24, 30, 32, 34b, 35, 46, 61, 64, 47, 77, 79 a u třech námořních polních stíhacích letek (Marine Feld Jagdstaffeln). Od jara roku 1918 se D.IIIa užívaly rovněž u pilotních škol. Například velitel Jagdgeschwader II, Rudolf Berthold, dával přednost užívání D.IIIa před letounem Albatros D.V, jimiž byla jeho eskadra vyzbrojena.
Byla také vyrobena experimentální verze trojplošníku vycházející z typu D.III, ale vykazoval špatné letové výkony a tak bylo od dalšího vývoje upuštěno.
Celkem se vyrobilo 260 kusů D.III a 750 kusů D.IIIa. Poslední série D.IIIa byla určena pro Turecko, měla proto zvlášť upravené chladiče. V dubnu 1918 byla výroba obou typů ukončena, aby již výkonově nedostačující stíhačky ve výrobních halách nahradil jejich nový následovník Pfalz D.XII. V červnu 1918 bylo v operačním nasazení přibližně 430 strojů D.IIIa, v srpnu již jen 166 a při uzavření příměří přibližně 100.
12. června 1918 byl jeden Pfalz D.IIIa po přistání v neutrálním Holandsku internován a používalo jej pak holandské vojenské letectvo.

### Přehled objednávek a dodaných kusů letounu Pfalz D.III / D.IIIa
| Množství | Typ    | Evid. čísla  | Datum objednávky | Poznámka |
| 70       | D.III  | 1360–1429/17 | duben 1917       | |
| 190      | D.III  | 4000-4189/17 | červen 1917      | Idflieg objednal 300 kusů, ale objednávka byla změněna na typ D.IIIa před ukončením dodávky, stroj č. 4165/17 a další vyrobené byly již pravděpodobně modifikovány na typ D.IIIa |
| 110      | D.IIIa | 4190-4299/17 | červen 1917      | |
| 200      | D.IIIa | 5854-6053/17 | září 1917        | |
| 340      | D.IIIa | 8000-8339/17 | leden 1918       | |
| 100      | D.IIIa | 1250–1349/18 | únor 1918        | |

## Varianty

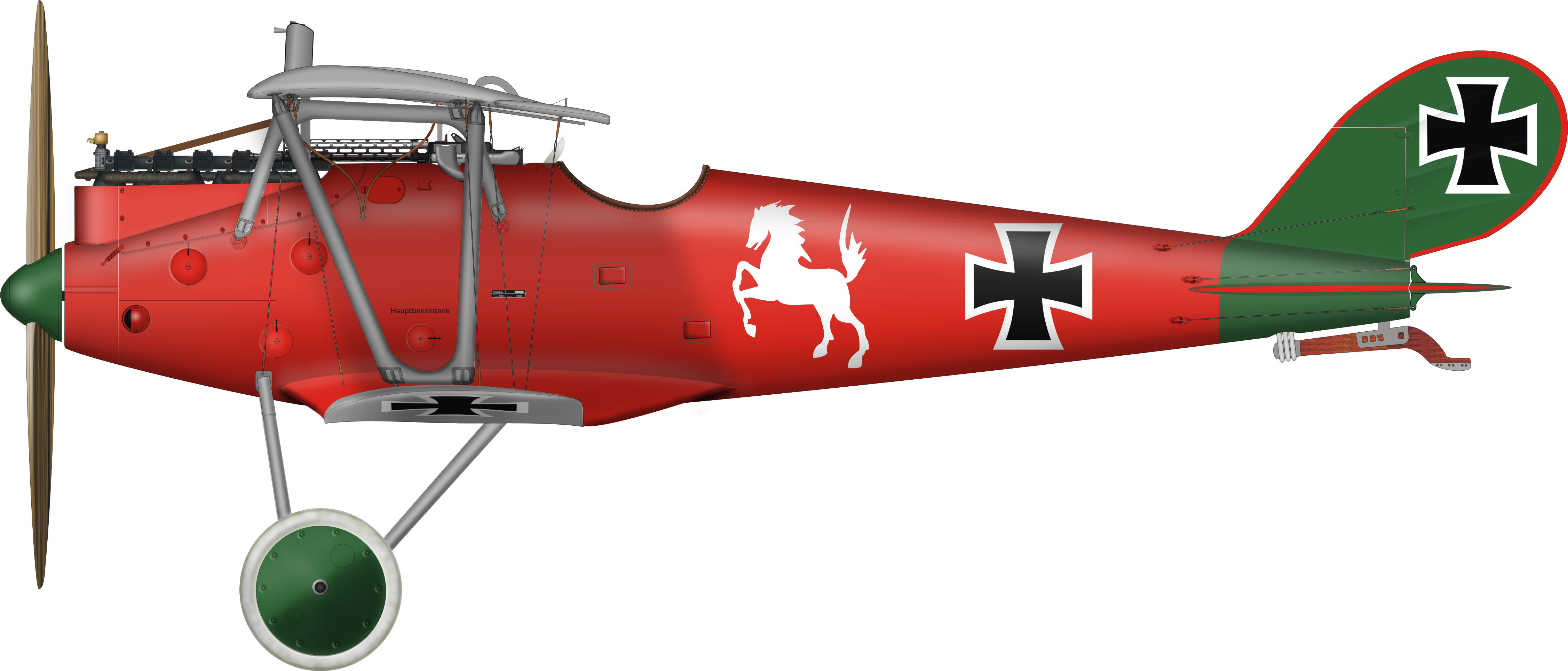
Pfalz D.IIIa, Jasta 5

### Pfalz D.III
- První varianta s motorem Mercedes D.III o výkonu 160 k (119 kW).
- Kulomety po stranách v obrysu trupu.

### Pfalz D.IIIa
- Zdokonalená varianta s motorem Mercedes D.IIIa o výkonu 180 k (134 kW).
- Kulomety na horním krytu trupu před pilotem.
- Větší plocha VOP.

## Specifikace (D.III)

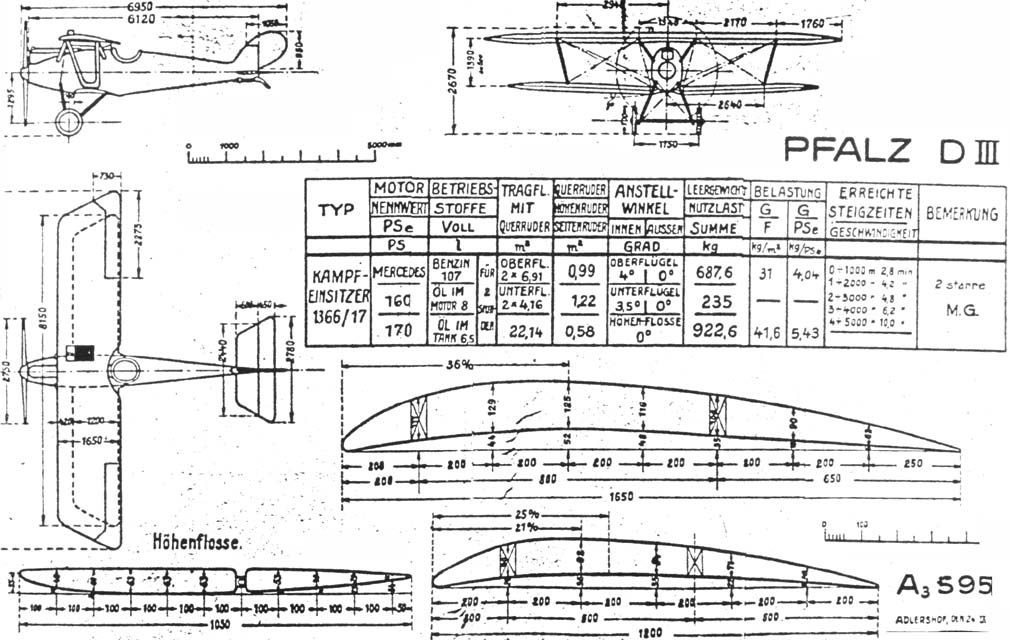
Třípohledový výkres

### Technické údaje
- Posádka: 1 pilot
- Délka: 6,95 m
- Rozpětí: 9,4 m
- Výška: 2,67 m
- Plocha křídel: 22,09 m²
- Prázdná hmotnost: 689,5 kg
- Vzletová hmotnost : 922 kg
- Pohonná jednotka: 1× řadový motor Mercedes D.III
- Výkon pohonné jednotky: 160 k (119 kW)

### Výkony
- Maximální rychlost: 164 km/h ve výšce 3000 m, 147 km/h ve výšce 4500 m
- Dolet: 2 hod

### Výzbroj
- 2× synchronizovaný kulomet LMG 08/15 (Spandau) ráže 7,92 mm

## Uživatelé
- Německo, Turecko